# يوسي دورا
يوسي دورا (بالعبرية: יוסי דורה‏) (25 أغسطس 1981 بزخرون يعكوف في إسرائيل - ) هو لاعب كرة قدم إسرائيلي في مركز الوسط. لعب مع اتحاد أبناء سخنين ونادي بني يهودا تل أبيب وهبوعيل حيفا وهبوعيل بتاح تكفا ‏ وHapoel Tzafririm Holon F.C. ‏ وHakoah Amidar Ramat Gan F.C. ‏.

## وصلات خارجية
- يوسي دورا على موقع قاعدة بيانات كرة القدم.إي يو (الإنجليزية)